# Eikenknikkertje
Het eikenknikkertje (Dendrostoma leiphaemia) is een schimmel hehorend tot de orde Diaporthales. Het leeft saptroof op hout van eiken.

## Kenmerken
Vruchtlichamen groeien op een dicht myceliumweefsel (stroma) en breken door de schors heen. Op een stroma komen 5 tot 20 naar boven, die de toppen van de peritheciën zijn. Deze toppen hebben een diameter van 0,5 en hier komen de sporen uit vrij. De sporen zijn kleurloos, tweecellig, spoelvormig en 15-20 × 2,5-5 µm groot. 

## Verspreiding
In Nederland komt het eikenknikkertje vrij zeldzaam voor.